# 魅惑のサマーキラーズ
「魅惑のサマーキラーズ」(みわくのサマーキラーズ)は、日本のヴィジュアル系バンドであるR指定が2017年7月12日に発売した、通算23枚目となるシングル。

## 概要
- 2017年の第1弾シングル。前作「-SHAMBARA-」から半年振りにリリースされた。
- 4thシングル「拝啓、薔薇色な日々よ」以来となる、通常盤1形態のみのリリースである。

## 収録曲
1. 魅惑のサマーキラーズ
2. 哀々傘 (再録ver.)
5thシングル「アリス心中」の初回限定盤のみ収録されているカップリング曲の再録バージョン。
3. 学級崩壊 (再録ver.)
8thシングル「ソメイヨシノ」のカップリング曲の再録バージョン。